# Chuntunqui
El chuntunqui es una danza tradicional de Bolivia, sobre todo de la época de Navidad. Se lo considera la versión criolla de los villancicos. Este se baila en parejas o en solitario frente a un pesebre. Los bailarines zapatean y juegan con los pies, llegando incluso a dar volteretas.
El chuntunqui se baila en varios departamentos de Bolivia, pero sobre todo en Chuquisaca, Potosí y Tarija. De hecho, Villa Serrano, en Chuquisaca, se considera capital del chuntunqui.Entre los chuntunquis más famosos se encuentran "Niño Manuelito", "Estrella de Belén" y "Perq'a patitas". Sin embargo, no todos los chuntunquis son navideños. En la década de lo setenta el grupo Los Kjarkas crearon una versión más lenta del chuntunqui, añadiendo letras románticas. Un ejemplo de esto es la canción "Pequeño amor".

## Instrumentación
El chuntunqui tradicional se suele interpretar con armonio, acordeón, charango, guitarra, quena, chunchunas (tapacoronas aplastadas), pajarillos y ch’ajchas (pequeñas pezuñas de cabra).

## Etimología y orígenes
Según el músico e investigador chuquisaqueño Javier Loayza, no se sabe el origen de la palabra chuntunqui, aunque se cree que nació en Chuquisaca y que es, en realidad, una onomatopeya. Para este estudioso, el chuntunqui es una versión popular de los villancicos que se escuchaban en la Real Audiencia de Charcasy se interpretan en castellano y quechua. Respecto a la manera de bailar, Loayza asegura que la danza está asociada históricamente a los bailes de los chiriguanos, cuyo territorio coincide con Chuquisaca, cuyas melodías, ritmos e instrumentos se asocian al chuntunqui, y porque en esta región se inició la labor misional de los franciscanos. De hecho, la primera misión fundada por ellos en tierra de chiriguanos está cerca de Villa Serrano.Finalmente, Loayza afirma que en la región confluyeron incas, chiriguanos, españoles y una pequeña cantidad de esclavos africanos, permitiendo así la mezcla entre el villancico, el huayño y la música chiriguana y africana.